# Rubus tricolor
Espèce
Rubus tricolor est une espèce de plantes à fleurs de la famille des rosacées.
Synonyme : Rubus polytrichus (Franchet. (1890)

## Description
C'est une ronce dépourvue d'épine.
C'est un couvre-sol à port rampant, ses turions sont dépourvus d'épines et comportent des poils (soies) rougeâtres. Ses feuilles sont simples, d'un vert lustré et mesurent dix centimètres de large. La face inférieure des feuilles est blanche et comporte des poils sur les nervures. Les fleurs d'un diamètre de deux centimètres, sont blanches. L'inflorescence de cette ronce est un racème court. La floraison a lieu en juillet-août. Les fruits, comestibles, sont peu nombreux et de couleur rouge orangé.

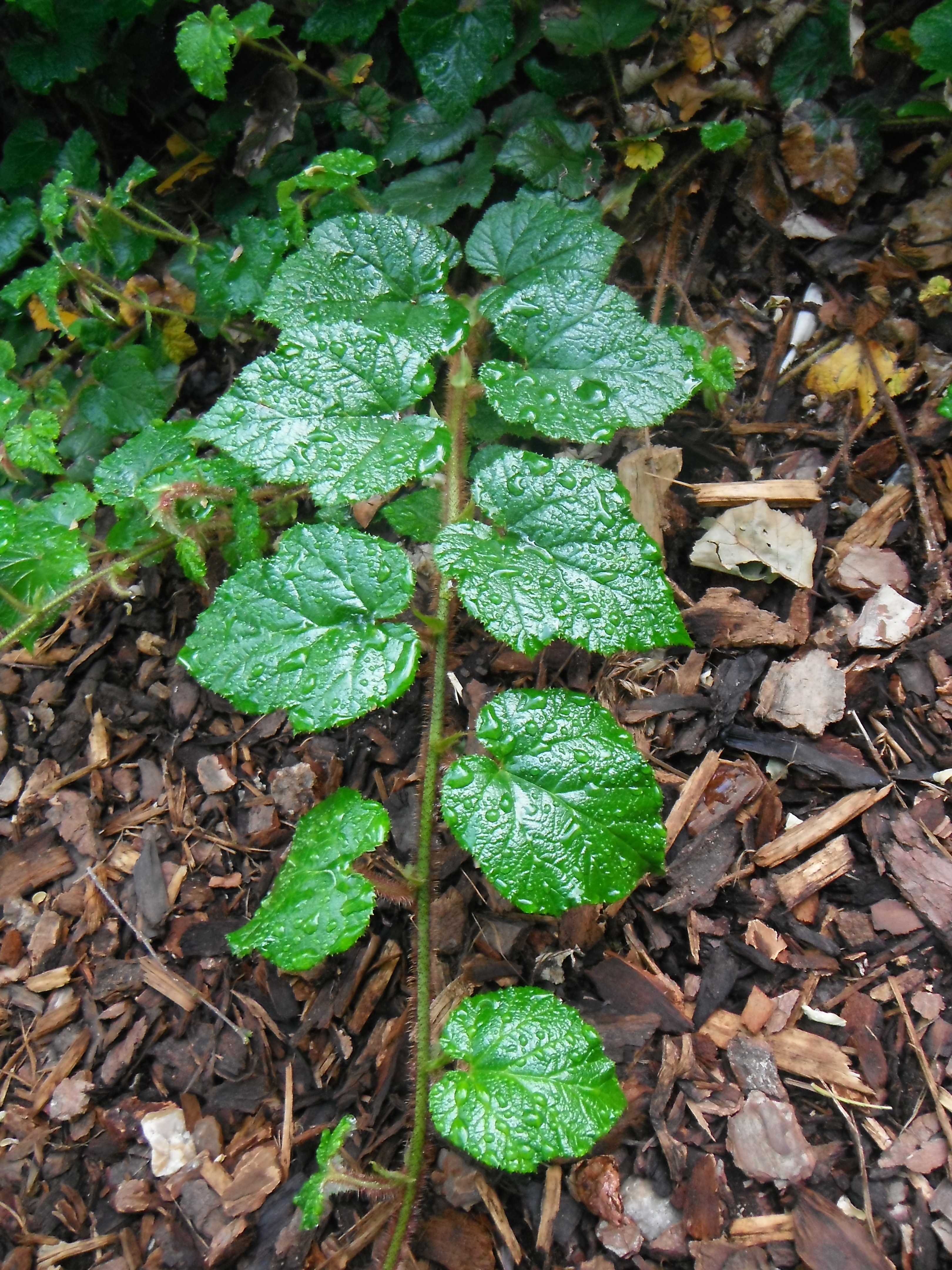
Rubus tricolor (turion).

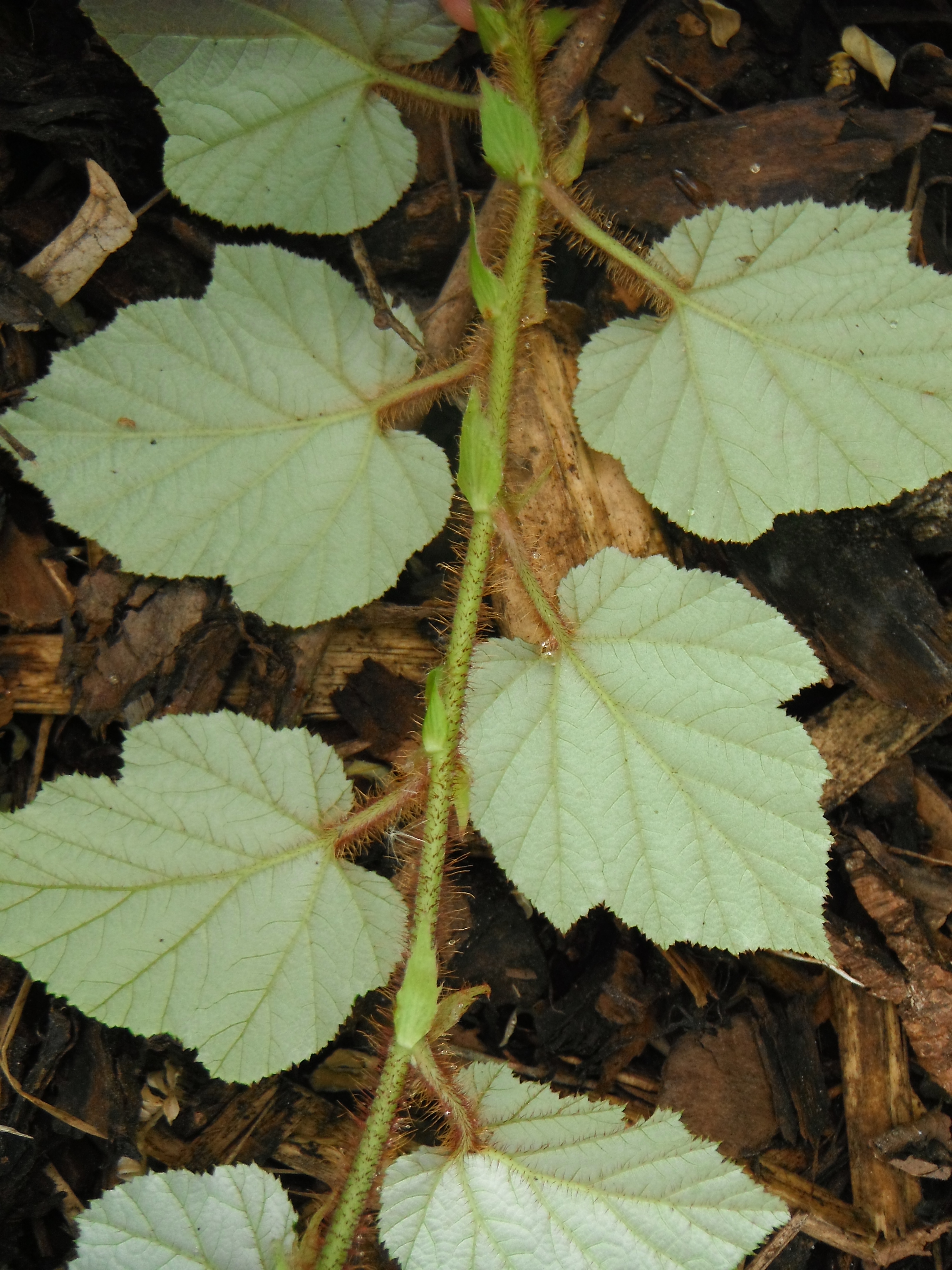
Rubus tricolor (face inférieure).

## Habitat et répartition
On rencontre cette ronce dans les fourrés et les terrains vagues. Il vit naturellement dans le Nord-Ouest de l’Europe et en Asie.

## Utilisation
Elle est souvent utilisée comme couvre-sol dans les jardins.

## Note et référence
- Les Jardins de Valloires dans la Somme sont le conservatoire national des ronces.